# يفجينيا دودينا
يفجينيا دودينا (بالعبرية: יבגניה דודינה‏) هي ممثلة إسرائيلية (وحملت سابقاً جنسية الاتحاد السوفيتي)، ولدت في 10 ديسمبر 1964 في روسيا البيضاء.

## وصلات خارجية
- يفجينيا دودينا على موقع IMDb (الإنجليزية)
- يفجينيا دودينا على موقع ألو سيني (الفرنسية)
- يفجينيا دودينا على موقع قاعدة بيانات الفيلم (الإنجليزية)
- يفجينيا دودينا على موقع كينوبويسك (الروسية)